# Луїс Ечеверрія
Луїс Ечеверрія Альварес (ісп. Luis Echeverria Alvarez; 17 січня 1922, Мехіко — 8 липня 2022) — мексиканський державний і політичний діяч, президент Мексики з 1 грудня 1970 по 30 листопада 1976.

## Біографія
Народився в столиці країни, місті Мехіко. У 1945 році закінчив факультет права в Національному автономному університеті і протягом декількох років викладав на цьому факультеті. З 1946 року — член Інституційно-революційної партії (ІРП), в якій займав керівні пости — в 1949—1952 рр. працює завідувачем Відділу преси та пропаганди, в 1957—1958 рр. — Виконавчий секретар Національного виконкому ІРП.
У 1952—1954 роках Ечеверріа Альварес перебував на відповідальній роботі в Міністерстві морського флоту, в 1954-1957 рр. у Міністерстві освіти. в 1958—1963 рр. — заступник міністра внутрішніх справ. У 1964—1969 рр. — Міністр внутрішніх справ Мексики.
Був звинувачений у розстрілі студентської демонстрації 2 жовтня 1968 року, але через десятиліття був виправданий спеціальним трибуналом, який розслідував усі обставини інциденту.
Уряд Ечеверрії Альвареса провів ряд соціально-економічних заходів реформістського характеру. У зовнішній політиці дотримувався принципу мирного співіснування держав із різним суспільним ладом, виступав за рівноправне ділове співробітництво між ними.